# Alfred und Emily
Alfred und Emily (im Original Alfred and Emily) ist ein Werk von Doris Lessing aus dem Jahr 2008, das letzte Werk der Nobelpreisträgerin. Es weist eine neue hybride Form auf: teils Erzählung, teils Notizbuch, teils Memoiren. Das Buch basiert auf den Biografien von Lessings Eltern. Der erste Teil ist eine fiktionale Schilderung, wie das Leben ihrer Eltern hätte verlaufen können, wäre der Erste Weltkrieg nicht gewesen. Im zweiten Teil wird nacherzählt, wie das Leben ihrer Eltern wirklich war. Alfred und Emily belegt Lessings anhaltendes Interesse an formalen Experimenten. Mitten im Buch werden Stil- und Tonlage gewechselt. Das Werk ist international viel beachtet worden und hat in Rezensionen ebenso wie in der Forschungsliteratur vielfältige Beschreibungen von Leseerlebnissen hervorgerufen.

## Inhalt

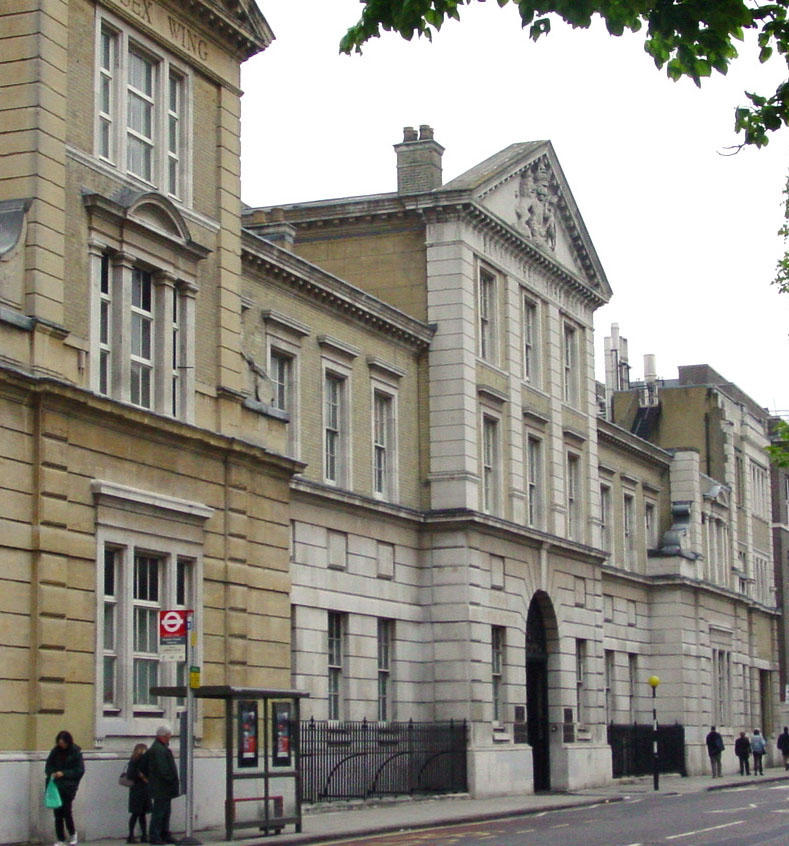
Heutige Ansicht des Royal Free Hospital, Gray Inn’s Road, London. Im ersten Teil des Buches wird der Erste Weltkrieg verbannt und Emily muss im Royal Free keine sterbenden Soldaten behandeln.

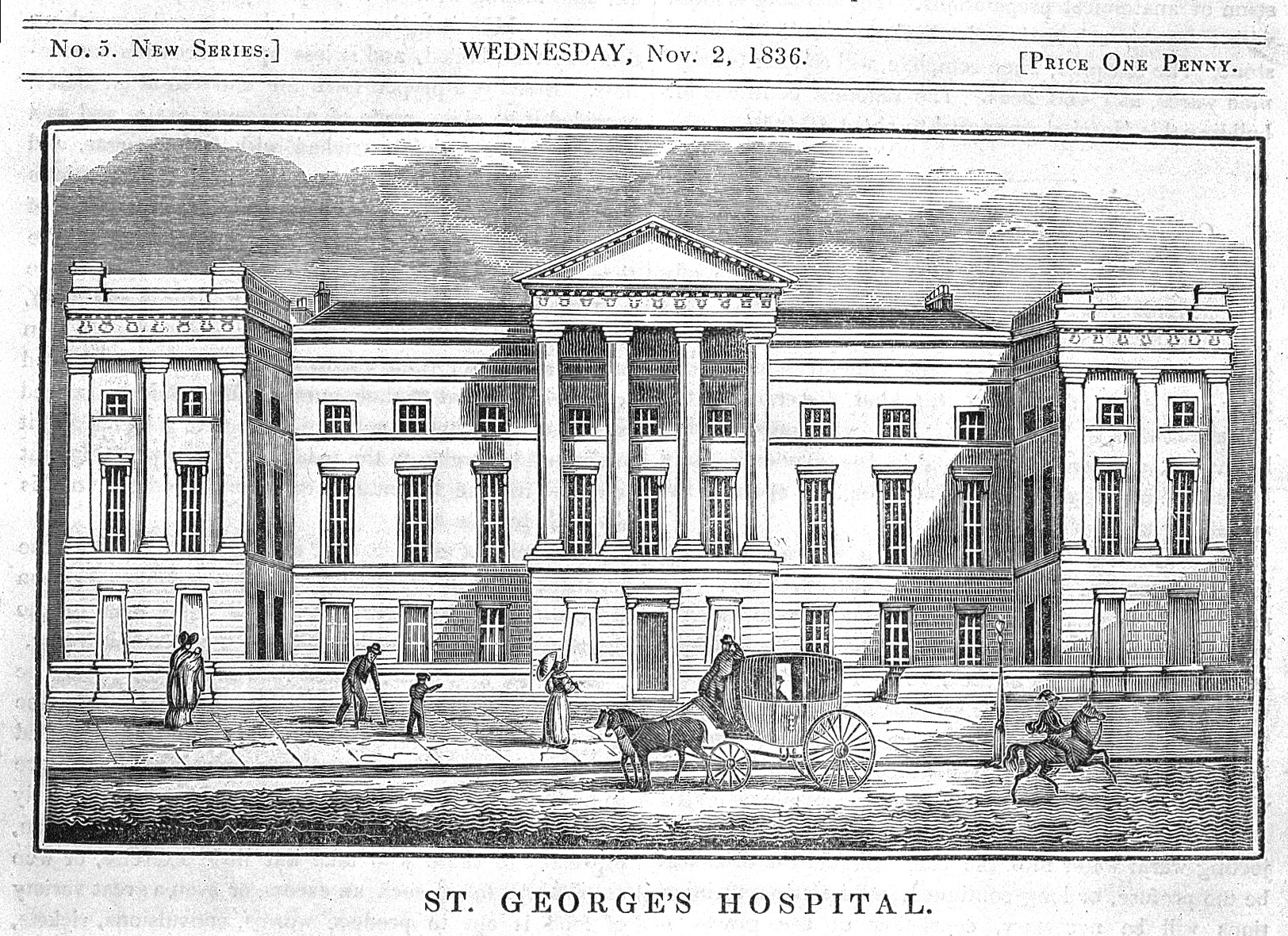
St. George’s Hospital, London, wo Emily McVeagh 1916 mit erst 32 Jahren eine Position als Oberschwester angeboten bekommt; Abbildung von 1836

Der erste Teil beginnt in England im Jahr 1902, als Alfred und Emily einander bei einem Cricketspiel begegnen. Die Geschichte geht bis 1916, aber entgegen dem tatsächlichen Lebensverlauf heiratet das Paar nicht. Dass es in diesem fiktionalen Porträt keinen Krieg gibt, bedeutet, dass Alfred seine Kriegsverwundungen erspart bleiben, die ihn zum Krüppel machen, und Emily bleibt die Qual erspart, sich in der hoffnungslosen Rolle einer Krankenschwester um die Soldaten zu kümmern, manchmal ohne dass Morphium zur Hand war. Stattdessen gedeiht das Paar getrennt. Alfred wird Bauer und verbringt ein glückliches Leben mit Betsy. Emily heiratet einen Arzt, aber dieser stirbt früh und sie nutzt als kinderlose wohlhabende Witwe ihre finanziellen Ressourcen für das Errichten von Schulen für Kinder armer Familien. Am Ende von Teil 1 gibt es einen erläuternden Abschnitt aus Sicht der Autorin, anschließend zwei Porträts desselben Mannes und einen enzyklopädischen Eintrag zu einem Londoner Krankenhaus. Danach folgt ein Krankenzimmerfoto, auf dem ein Patient und eine Krankenschwester zu sehen sind.
Im zweiten Teil finden sich Alfred und Emily in derjenigen Phase ihres Ehelebens wieder, in der sie erfolglos eine Farm in Südrhodesien bewirtschaften. In einer Reihe von Episoden aus Lessings Kindheit wird erklärt, wie deren Unglücklichsein zustande gekommen ist. Beide, Emily ebenso wie Alfred, haben mit den Folgen ihrer Traumatisierung durch den Ersten Weltkrieg zu kämpfen und es prägt den Familienalltag. Auch die Folgen des Zweiten Weltkriegs sowie des Rhodesischen Befreiungskriegs (Rhodesian liberation war) werden spürbar, vor allem im Leben von Lessings Bruder, Harry.

## Interpretationen
In Alfred und Emily befreit Lessing sich nicht so sehr aus der Geschichte, sondern sie begibt sich vielmehr mitten hinein, denn das Buch handelt ebenso sehr von ihren Eltern wie von ihr selbst, stellt Susan Watkins in ihrer Lessing-Studie von 2010 fest. Lessings Arbeiten seit 2000 implizieren, dass fiktionales Schreiben fruchtbarer sein kann als faktisches Schreiben, insofern es Individuen und Nationen die Möglichkeit eröffnet, die Vergangenheit zu verstehen, so Watkins weiter, und diese Idee werde in Alfred and Emily verkörpert, indem der erste Teil spekulativ sei und der zweite „a memoir.“ Auf Basis ihrer Interpretation von Lessings Werk The Story of General Dann and Mara’s Daughter, Griot and the Snow Dog (2006) geht Watkins sogar so weit zu sagen: „Lessing’s work in this period strongly suggests [...] that official histories are flawed and imperfect.“
In seiner Rezension für The Guardian beschreibt Tim Adams das Werk als „handwerklich perfekt“ und als „eine auf stille Weise außergewöhnliche Meditation über Familie“. Er ergänzt, dass ein Schriftsteller immer in einem solchen Zwischenraum lebe, wie er hier zwischen dem ersten und dem zweiten Teil entstehe. Kathy Watson kommentiert anerkennend die doppelte Perspektive, mit der Lessing gekonnt die Widersprüchlichkeit in Emilys Persönlichkeit behandele: einerseits zusammengebrochen, jammernd und leidend, aber aus Kinderperspektive erschreckend, ärgerlich und rätselhaft. In der New York Times stellt Caryn James fest, dass Lessing mit diesem Buch ihre fixe Idee von alternativen Realitäten weiterverfolgt und dass das Vorhaben als Ganzes gesehen aufschlussreicher ist als einer der Teile für sich genommen, insofern es dokumentiert, dass Lessing, mit 88 Jahren, noch immer grimmig um die Bedeutung des Lebens ihrer Eltern ringt. James endet mit lobenden Worten: mit ihrer Großzügigkeit und der gefasst gestalteten Wut sei Alfred und Emily auch eine außergewöhnliche und unkonventionelle Ergänzung von Lessings Autobiografie. Valerie Sayers schreibt in The Washington Post, dass Alfred und Emily Lessings anhaltendes Interesse an formalen Experimenten belege, und in diesem Fall finde sie zwei ausgeklügelte Formate. Sayers begrüßt das Werk als eine kluge Kombination aus Belletristik und Sachliteratur (non-fiction), dessen Effekt sei, dass Lessing ihren Lesern Einblick gewähre in die Verbindung zwischen Autobiografie und Erzählung, zwischen Form und Inhalt. Auf diese Weise bestätige Lessing Macht und Möglichkeiten des Erzählens. Frank Kermode beschreibt die beiden Teile des Buches als „two separate narratives“, „the first fictional“ („a counterfactual imagining“), „the second autobiographical“, sieht aber ein gemeinsames Thema: „a preoccuation with the destructive impact of war on ordinary happiness.“ Franz Birkenhauer hat Alfred und Emily als ein Vermächtnis gelesen, auch „an alle unzähligen Menschen des Zwanzigsten Jahrhunderts[,] denen es erging wie Alfred und Emily und deren Kindern[,] und über die keine Bücher geschrieben werden.“

### Verhältnis der beiden Teile zueinander
Über die Bedeutsamkeit der Struktur des Werks besteht keine Einigkeit, ebenso wenig darüber, welcher Teil lesenswerter ist. Aus Sicht von Susan Williams besteht Alfred und Emily aus zwei Teilen, es handele sich vielmehr um zwei Bücher. Der erste Teil sei eine Novelle, in der sie das Leben ihrer Eltern umschreibt, und der zweite basiere auf Fakten. Im ersten Teil schaffe Lessing den Ersten Weltkrieg ab und der zweite stehe dazu im Kontrast. Während der erste Teil eine gut lesbare Erzählung sei, habe der zweite keinen klaren Rahmen und wirke unzusammenhängend und nervös. Genau andersherum sieht es Bernadette Conrad in ihrer Würdigung. Der erste Teil sei zu flach und dafür der zweite ein wertvolles Stück Literatur, das Aufmerksamkeit verdiene, weil Lessing hier die Themen, mit denen sie sich über lange Jahre auseinandergesetzt hat, auf meisterhafte Weise erneut bearbeite. Und sie tue dies mit einer liebevollen Geste in Richtung ihrer ansonsten gehassten Mutter. Conrad findet es bemerkenswert, dass es nicht im imaginären Teil des Buches ist, wo Lessing diese Rehabilitierung gelinge, sondern im zweiten Teil, wo sie das tatsächliche Leben ihrer Mutter erinnert. Im ersten Teil werde Emily mit zähflüssiger Farbe gezeichnet, findet Virginia Tiger, was darauf deren unheilvoll komplexen Charakter zurückzuführen sei: Sie habe unerträglich sentimental sein können, sei dennoch in der Lage gewesen, Kätzchen zu ertränken und habe im Alter von 32 Jahren eine Stelle als Oberschwester im St. George’s Hospital angeboten bekommen. In Teil 1 fliegt Emily zuhause raus, weil sie nicht zur Universität gehen will: „But Emily was starting work as the lowest of the low, this coming week, at the Royal Free Hospital in the Gay’s Inn Road in London“ (Alfred and Emily, S. 8). Tiger meint ähnlich wie Williams, dass der erste Teil kaum schlüssig sei, sogar hölzern, und der Stil der Prosa entnervt, wo nicht gar verknäuelt. Watkins fragt sich, welchen Teil Lessing als befreiender empfindet und sie kommt zu dem Schluss, dass es gerade das kreative Zusammenspiel zwischen „the ‹fictionalised› part“ und „memoir“ sei, durch das die Autorin sich eine „talking/writing cure“ ermöglicht.
Blake Morrison findet Alfred und Emily ungewöhnlich, weil es gleichzeitig Belletristik und Sachtext sei und dieselbe Geschichte auf zwei verschiedene Arten erzählt werde, als ob Würfel zweimal geworfen worden seien („a double throw of the dice“). Auch Denis Scheck meint, dass die Geschichte von Alfred und Emily ein zweites Mal erzählt werde und dann autobiografisch. Dass Lessing mitten im Buch Stil- und Tonlage wechselt, finde er eine kühne Idee.

### Hybride Form
Tiger hebt hervor, dass die hybride Form des Buches neu sei, von der Form her ein Triptychon: Erzählung, Notizbuch und Memoiren. Dem voran stehe ein Vorwort, in dem die Autorin die Absicht der Dreiteilung erläutere. Das Notizbuch sei eines von Lessings berühmten Formaten, das an ihren Klassiker Das goldene Notizbuch von 1962 erinnere. Hier in Alfred und Emily habe das Notizbuch die Funktion, die imaginative Strohdecke des ersten Teils mit einem Lack zu überziehen. Tiger findet Alfred und Emily verwirrend, denn es gebe noch zwei weitere Abschnitte: einen enzyklopädischen Eintrag und ein Epigraph. Darüber hinaus zieht Tiger die Fotos in Betracht („the Tayler family album photos“), vor allem dasjenige von Emily als Krankenschwester im St. George’s Hospital und meint, dass Fakten und Fiktion nicht verschwimmen, sondern vielmehr ineinanderbluten („fact and fiction do not so much blur as bleed into one another“). Mit Conrad ist Tiger einer Meinung, wenn sie schreibt, dass der erste Teil kaum zusammenhängend und eher hölzern wirke und dessen Prosa kraftlos wenn nicht sogar verworren sei. Sie findet den ersten Teil auch aus dem Grund nicht überzeugend, dass dort der Fluss der Erzählung durch vorausweisende Anmerkungen unterbrochen wird.
David Sergeant meint, dass es sich um ein Amalgam handelt, bei dem die beiden Teile noch eine ganze Reihe von weiteren Elementen assimilieren, nämlich ein Vorwort sowie eine Coda zu Teil 1, eine Erklärung der Autorin, inwiefern das Erzählte auf Fakten basiert oder nicht, ein langer Auszug aus einer Enzyklopädie über London sowie eine Auswahl an körnigen Fotografien. Mit all diesem ziehe Lessing kreuz und quer durch verschiedene Zeiten, Regionen und Themen. Es funktioniere, denn „the novel – or is it biography? – or is it history?“ werde durch Lessings Stimme zusammengehalten. Literarische Werke würden normalerweise von Genrekonventionen eingekapselt und diese durchbreche Lessing. Um den kumulativen Effekt dieser Ereignisse und ihrer Abfolge wahrnehmen zu können, muss man seine Ohren für Fiktionales neu „tunen“, so Sergeant.

### Weitere Aspekte
Roberta Rubenstein hebt einen weiteren strukturellen Aspekt hervor, indem sie sagt, dass die letzten beiden Abschnitte des Buches einzigartig sind, weil sie als Anhänge nach dem Versöhnungsprozess zu verstehen seien. Judith Kegan Gardiner ist der Ansicht, dass Lessing in diesem Werk absichtlich die Neigung von Lesern aufs Korn nimmt, Erzählungen mit Autobiografie gleichzusetzen. Und damit verfahre sie hier noch auffälliger als im Goldenen Notizbuch. Wenn es nach W. M. Hagen ginge, müsste der Titel des Buches Emily and Alfred lauten oder nur Emily, denn es gehe darin weit mehr um die Mutter als um den Vater, oder gar nur um Lessings Suche nach der anderen Frau in ihrer Mutter Emily. Vermutlich habe Lessing den Buchtitel nur aufgrund von Konventionen der Generation ihrer Eltern oder ihrer eigenen so gewählt.

## Entstehung
Im ersten Band ihrer Autobiografie, Under My Skin (1994), schreibt Lessing, dass ihr die Idee gefallen hätte, über sich selbst ein Buch mit dem Titel My Alternative Lives zu verfassen. Darin wäre sie mal Arzt, mal Tierarzt, mal Bauer, mal Forschungsreisender gewesen und hätte dies ausgelebt in verschiedenen Universen und Realitäten, und zwar parallel zu ihrem eigenen, schreibenden Selbst. Diese Idee hat Lessing mit Alfred und Emily in abgewandelter Form umgesetzt.

## Rezeption
Für den New York Review of Books stellt Tim Parks Alfred and Emily in das Umfeld anderer „family memoirs“ und bespricht im selben Beitrag weitere vier Werke, von Marie Brenner (Apples and Oranges: My Brother and Me, Lost and Found, 2008), von Rachel Sontag (House Rules, 2008), von Miranda Seymour (Thrumpton Hall: A Memoir of Life in my Father’s House, 2007) sowie von Isabel Allende (The Sum of Our Days, 2007). Parks resümiert, dass Lessings Alfred and Emily sich durch seine Art von Wut und politischem Engagement auszeichne. Lessings Hauptinteresse gelte hier weniger der Familie als vielmehr einer leidenschaftlichen Anti-Kriegs-Position. Sie könne damit rechnen, von der modernen Leserschaft dafür bewundert zu werden.

## Leseerlebnis
Dass der Text durchsetzt ist mit vielen Familienfotos, bringt einen als Leser durcheinander, meint Tiger. Ähnlich wie bei Sebald, zum Beispiel in Austerlitz, würden die nebeneinandergestellten Abbildungen ebenso den Text erläutern wie der Text die Abbildungen. Tiger ergänzt, dass ihr das Lesen ähnlich vorgekommen sei wie das Betrachten eines Werks von Escher, etwa Zeichnen, wo Illusionen von Perspektive und Dimension erzeugt würden. Lizzie kommentiert ebenfalls die Form und ihre Wirkung: „Ich finde nicht, dass es stimmt, was bei Wikipedia steht: dass es Lessings letzter Roman sei. Es ist ehrlichgesagt keiner, und es wird die Leute umso mehr verwirren, wenn sie hier einen Roman erwarten.“
Sayers findet das Werk wegen seiner Kombination aus Fiktion und Sachtext bewegend. Für Conrad trifft dies nur auf den zweiten Teil zu, den sie als wahrhaft bewegend empfunden hat, und sogar ergreifend fand sie den Versuch einer Versöhnung mit der Mutter, weil dieser Versuch im nicht-fiktionalen Teil des Buches unternommen werde. Sarah Norris meint: Beim Lesen über Lessings Verhältnis zu ihren Eltern, vor allem zur Mutter, erschaudert es einen, weil man sich an die eigenen Kämpfe um Autonomie erinnert sieht. Bei Birkenhauer klingt bezüglich des dargestellten Themas zustimmende Empörung an, wenn er schreibt: „Vier Jahre lang hat die Mutter in einem der größten Londoner Krankenhäuser als Schwester Soldaten sterben sehen. Immer kurz nach den großen Schlachten auf dem Kontinent waren alle Londoner Krankenhäuser in Alarmzustand. Welch perverse Kopplung an den geplanten Tod.“ Clodagh fand etwas anderes zum Heulen: „Irgendwas ist da mit dem englischen Kolonialleben in Afrika, was mich zum Weinen bringt. Das halbe Buch war für mich schmerzlich zu lesen.“
Scheck berichtet begeistert von Lessings Stil- und Tonlagenwechsel in der Mitte des Buches, denn damit schlage die Autorin „aufs Wundervollste über die Stränge.“ Andere schildern die Wirkung weniger erfreut: „Und dann endet die schöne Erzählung abrupt und ein irgendie wahllos zusammengewürfelter Teil beginnt. Ich kenne nicht viele Leser, die so umschalten können oder die es wollen würden – selbst wenn sie es könnten“, woraufhin dieser Kommentar das Erlebnis konkretisiert: „Mich hat bei diesem abrupten Wechsel ein Schützengrabenschock erwischt – um ihren Ausdruck zu verwenden (shell shock) –, so dass ich herausfinden musste, was andere denken und ob ich weiterlesen soll. Bin froh, dass ich nicht der Einzige bin, der dieses Gefühl hat!“
Sergeant hat sich selbst beim Lesen beobachtet und meint, während der Lektüre betreibe man selbst Rückschau. Leser fragen sich eventuell, wo sie eigentlich gewesen sind und was das genau war. Wir haben beim Lesen von Alfred und Emily die starke Empfindung, so Sergeant, dass die Zeit knapp wird, und auch fragen wir uns, was in der verbleibenden Spanne wohl noch erreicht werden kann. Was von diesen beiden als schwerwiegender empfunden wird, balanciere sich aus, je nachdem, wie alt man selbst ist. Lessing findet nicht zu allen ihren Fragen eine Lösung, aber darum geht es nicht allein, meint er, denn ihre unbeantworteten Fragen wirken für Leser wie etwas Lebendiges, das Echos produziert: Von hier aus können wir uns weiterbewegen, weil wir eine genauere Vorstellung davon erhalten haben, wo wir waren und wo wir sind, so Sergeant. Eine ähnliche Beobachtung macht auch Lizzie, wenn es heißt: „Die Fragen ihres Lebens sind nicht gelöst, aber immerhin stellt sie sie. Lessing stellt unsere Fragen und zeigt, ob sie beantwortbar sind“, und, eingangs sowie am Schluss der Rezension: „Das Buch ergibt kaum Sinn, soviel kann ich sagen. Objektiv ist es bizarr zu lesen und wirklich fragmentiert und sogar innerhalb der einzelnen Fragmente wird hin- und hergesprungen wie verrückt“, „Dieses Buch wird immer wichtig für mich bleiben, und vermutlich muss es dafür nicht einmal Sinn ergeben.“

## Gliederung (Originalausgabe)
- Vorwort
- (Foto eines jungen Mannes in Cricket Outfit,[1] stehend)
- (Porträtfoto einer jungen Frau)
- ERSTER TEIL. Alfred und Emily: Eine Novelle
  - 1902
  - August 1905
  - August 1907
  - Die besten Jahre
  - (Epitaphe[25] für Alfred und für Emily)(„Coda“[13])
  - Erläuterung (ein Notizbuch[1]) Innenansicht des Royal Free Hospital, ca. 1891

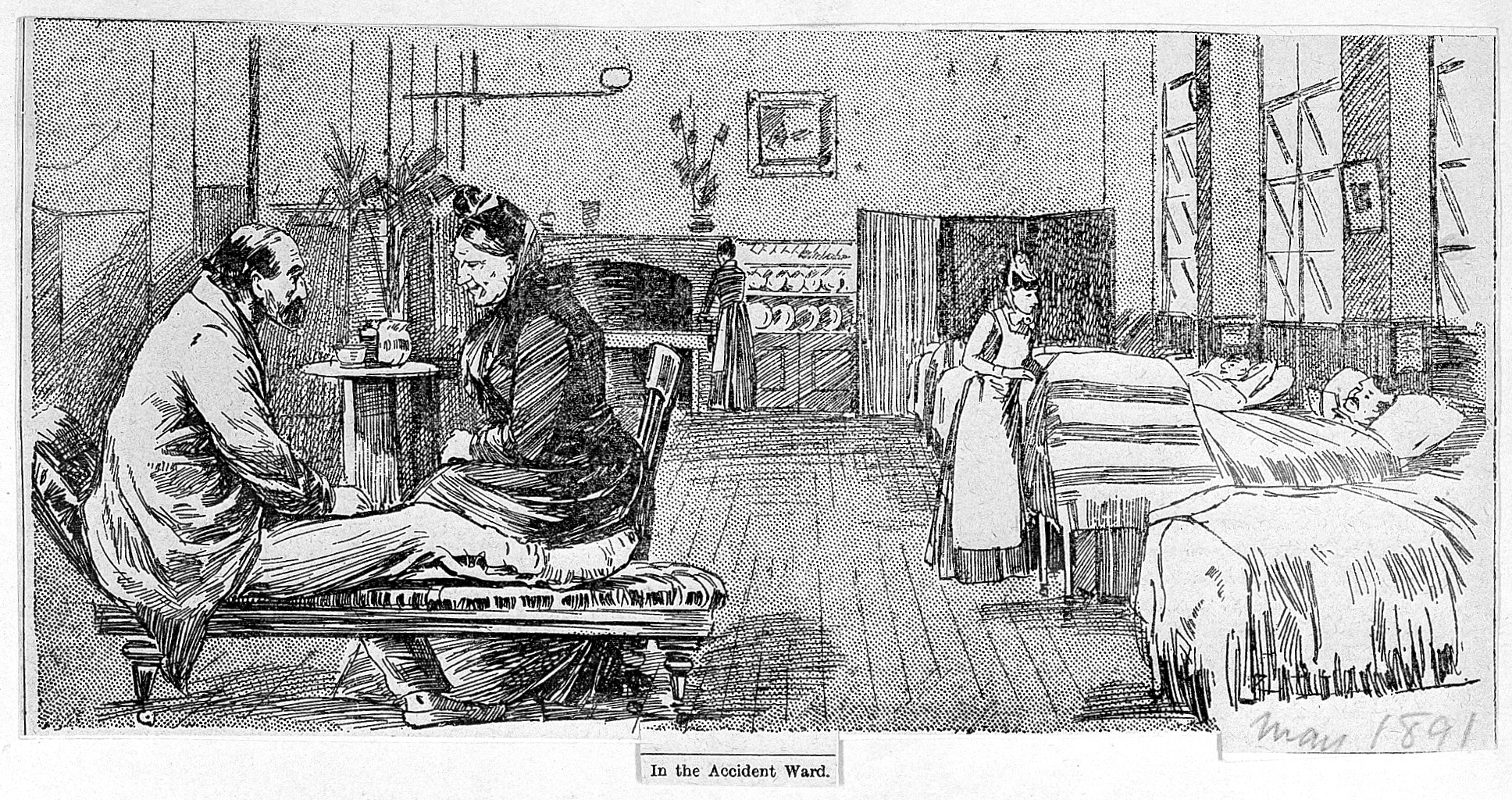
Innenansicht des Royal Free Hospital, ca. 1891

  - (Zwei Fotos desselben Mannes, das erste davon ein Porträt, umseitig stehend)
  - Aus The London Encyclopaedia, herausgegeben von Ben Weinreb and Christopher Hibbert, 1983 (enthält den Eintrag „Royal Free Hospital, Pond Street, Hampstead, NW 3“ und an dessen Ende ein Foto, auf dem ein Patient und eine Krankenschwester in einem Krankenhauszimmer zu sehen ist)
- ZWEITER TEIL. Alfred and Emily; Zwei Leben
  - (Foto eines Mannes und einer Frau)
  - (Ein Epigraph[1], Zitat aus Lady Chatterley’s Lover von D. H. Lawrence)
  - (Ein Kapitel ohne Überschrift, beginnend mit „Ich habe verschiedentlich über meinen Vater geschrieben; in langen und kurzen Texten und in Romanen“ ...)
  - Eine Frauengruppe, zwanglos und lässig (enthält das Foto einer Person, die auf dem Acker mit Ochsen arbeitet, sowie später drei Familienfotos)
  - Schwester McVeagh (enthält ein Foto von einem Farmhouse mit Bäumen)
  - Insekten
  - Der alte mawonga-Baum
  - Versorgung 1930 im Zentrum des damaligen Salisbury, Rhodesien (heute Harare, Zimbabwe)
  - Versorgung – in der Stadt

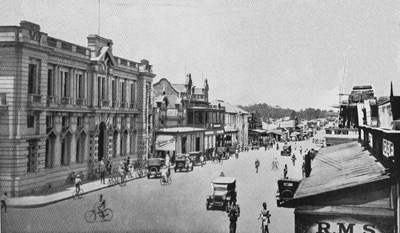
1930 im Zentrum des damaligen Salisbury, Rhodesien (heute Harare, Zimbabwe)

  - Mein Bruder Harry Tayler (Bericht eines Gesprächs mit ihrem Bruder Harry, mit welchen Folgen er als junger Mann 1941 die Versenkung eines Kriegsschiffes überlebte.)
  - «Weg-von-der-Farm» (Anhang 1[14])
  - Probleme mit Bediensteten (Anhang 2)
- Danksagung

## Ausgaben
Print
- Alfred and Emily, Harper and Collins/Fourth Estate, London 2008, ISBN 978-0-00-723345-8

Übersetzungen
- Alfred und Emily, ins Deutsche übersetzt von Barbara Christ, Hoffmann und Campe, Hamburg 2008, ISBN 978-3-455-40135-6
- Alfred et Emily, ins Französische übersetzt von Philippe Giraudon, Flammarion, Paris 2008, ISBN 978-2-08-121705-8
- Alfred i Emili, ins Serbische übersetzt von Tamara Veljković Blagojević, Agora, Zrenjanin 2008, ISBN 978-86-84599-68-3
- Alfred wa Emili, ins Arabische übersetzt von Mohammed Darwish, Arab Scientific Publishers, Beirut 2009, ISBN 978-9953-87-667-2
- Alfred e Emily, ins Italienische übersetzt von Monica Pareschi, Feltrinelli, Milano 2008, ISBN 978-88-07-01752-0
- Alfred i Emily, ins Katalanische übersetzt von Marta Pera Cucurell, Edicions 62, Barcelona 2009, ISBN 978-84-297-6192-4
- Alfred en Emily, ins Niederländische übersetzt von Mario Molegraaf, Prometheus, Amsterdam 2008, ISBN 978-90-446-1218-9
- Alfred i Emily, ins Polnische übersetzt von Anna Kołyszko, Wydawnictwo Literackie, Kraków 2009, ISBN 978-83-08-04388-2
- Alfred e Emily, ins Portugiesische übersetzt von Beth Vieira e Heloisa Jahn, Companhia das Letras, São Paulo 2009, ISBN 978-85-359-1678-2
- Alfred y Emily, ins Spanische übersetzt von Verónica Canales, Debols!llo, Barcelona 2009, ISBN 978-84-9908-717-7
- Alfred ile Emily : roman, ins Türkische übersetzt von Püren Özgören, Can Yayınları, İstanbul 2009, ISBN 978-975-07-1077-3
- [My father and mother] = Alfred & Emily, chinesische Übersetzung, Nanhai chu ban, Haikou 2013, ISBN 978-7-5442-6386-3

Hörbuch (Auswahl)
- in Originalsprache: Alfred and Emily, gelesen von Frances Jeater, Isis Audio Books, Oxford 2009, ISBN 978-0-7531-4069-7

## Forschungsliteratur
- Judith Kegan Gardiner, „Afterword: Encompassing Lessing“, in: Doris Lessing. Border Crossings, edited by Alice Ridout and Sarah Watkins, Continuum, New York 2009, ISBN 978-0-8264-2466-2, S. 160–166
- Virginia Tiger, „Life Story: Doris, Alfred and Emily“, in: Doris Lessing Studies, vol. 28, no. 1, 2009, S. 22–24
- Molly Pulda, „War and Genre in Doris Lessing’s Alfred and Emily“, in: Doris Lessing Studies, vol. 29, no. 2, 2010, S. 3–9
- Susan Watkins, Doris Lessing, Manchester University Press, Manchester 2010, ISBN 978-0-7190-7481-3
- Roberta Rubenstein, Literary Half-Lives. Doris Lessing, Clancy Sigal and ‹Roman à Clef›, Palgrave Macmillan, New York 2014, ISBN 978-1-137-41365-9
- Elizabeth Maslen, „Epilogue“, in: Doris Lessing [1994], 2nd edition, Northcote House, Tavistock 2014, ISBN 978-0-7463-1224-7, S. 101–103